# Castelnuovo Scrivia
Castelnuovo Scrivia är en ort och kommun i provinsen Alessandria i regionen Piemonte i Italien. Kommunen hade 5 124 invånare (2018).